# 西四北大街
39°55′31″N 116°22′02″E / 39.92536°N 116.36714°E
西四北大街是位于中国北京市西城区东北部的一条大街。

## 简介
西四北大街北起地安门西大街，南到西四。西四北大街的南端与阜成门内大街、西四南大街、西四东大街交叉成十字路口。明朝、清朝及中华民国时，该路口的东、西、南、北设有四座牌楼，额题“大市街”，与位于北京皇城东侧的东四牌楼相对，称“西四牌楼”。该地明朝时泛称“西市”，是处决人犯之所。今西四北大街北段的路中央原有一座当街庙，供奉额森。清朝宣统年间，此街分为两段：靠近西四牌楼的南段称为“西四牌楼”，其北称“当街庙”。中华民国时期，两段合并称“西四北大街”，因位于西四牌楼以北而得名，“西四”是“西四牌楼”的简称。1965年，将西四北大街东侧的小旃檀寺并入该大街。文化大革命中，西四北大街一度改为“红旗路”。后来复名“西四北大街”。
清朝末年，西四牌楼以西称“羊市大街”，即今阜成门内大街东段；以东称“马市”，中华民国时期称“马市大街”，即今西四东大街；以南称“丁字街”，后称西四南大街。
西四地区自元朝开始便为元大都城内的重要商业区。西四北大街南端也属于该商业区，店铺很多。至2000年代，西四北大街仍有各类商店及其他企事业单位90多家，包括西四新华书店、怀仁堂药店、中国工商银行西四分理处、厂桥医院西四北门诊部、西城区财政局等等。如今，位于大街西侧的西四北大街167号、甲167号过去是护国双关帝庙，供奉关羽、岳飞，坐西朝东，设有山门、钟鼓楼、正殿、后院，现已改为民居。
当街庙原是位于该大街北端的一座很小的庙宇，位于甬道中央，坐南朝北，供奉额森。中华民国时期，崇彝写的《道咸以来朝野杂记》载：“西四牌楼北，当年在甬路中间有一庙宇，坐南面向北，名当街庙，其址在石老娘胡同东口，庙供额森牌位。据闻明英宗北狩，后为额森放还朝，感其义，为之立庙，故北面。内殿宇不广，当年车马皆由庙之两旁绕行，修马路时始拆却。”其下有作者崇彝的注：“庙在甬路上微偏西，可惜殿上未曾看过。”清末，当街庙曾为私人讲学之所。《道咸以来朝野杂记》载，西宁办事大臣豫师，清朝光绪年间在当街庙开办了会辅堂讲舍，以培养学生，“按月讲书，会课文艺”。中华民国初年，在修西四北大街的马路时，当街庙被拆除。